# Колферао (Мачерата)
Колферао (итал. Colferraio) насеље је у Италији у округу Мачерата, региону Марке.
Према процени из 2011. у насељу је живело 14 становника. Насеље се налази на надморској висини од 461 м.